# Quitutes e Batuques
Quitute e Batuques é um festival internacional de cultura itinerante que realiza trocas artísticas entre profissionais do Brasil com uma país diferente em cada edição.
O formato consiste em reunir um grupo de artistas de um determinado país e trazê-los para o Brasil, onde visitam algumas comunidades realizando uma residência artística com músicos locais. Em cada cidade visitada, são realizados cinco dias de oficinas socioculturais que unem artistas locais e internacionais em atividades que permitem a troca de conhecimento. São oficinas de várias linguagens estéticas, entre as principais estão dança, música e gastronomia.  Em cada uma, o artista convida os demais participantes a experimentar sua visão sobre a própria cultura por meio das artes.  Durante esse período, os artistas podem em conjunto elaborar performances ou obras para serem mostradas para a comunidade visitante. Estudantes, professores e demais interessados podem assistir e até mesmo participar, dependendo da metodologia da oficina.
No sexto dia, os artistas se apresentam para toda a comunidade. Assim como as oficinas, as apresentações são gratuitas.  Um local público e de fácil acesso para a comunidade é escolhido. No local, acontecem apresentações de música, performances variadas, gravação de vídeo, feira gastronômica, entre outras atividades que dependem das linguagens estéticas dos artistas participantes e da abordagem escolhida para mostra sua cultura.

## Conceitos
O projeto surge da experiência de Duda Ferreira, líder do grupo musical Moleque de Rua que realizou durante 20 anos diversas oficinas de música em festivais internacionais na Europa, principalmente na França, onde o governo tem a metodologia desenvolvida por Duda Ferreira como exemplo de como lidar com as dificuldades e desafios que a crescente diversidade cultural francesa traz para a vida contemporânea nas grandes cidades. Inspirado na forma que nasceu o seu grupo musical na periferia de São Paulo, Duda desenvolveu uma metodologia de aproximação de grupos de diferentes matrizes culturais com dificuldades de convivência mútua. Seu trabalho permite a regeneração de um tecido social permeado por tensões e conflitos.
Em 2008, em virtude do Ano da França no Brasil, Duda Ferreira e 24 artistas e profissionais de cultura com trabalhos na periferia de Bordeaux na França foram convidados pela empresária e especialista em economia criativa Coraly Pedroso para realizar seu trabalho em comunidades dos estados de Pernambuco e São Paulo, durante o mês de setembro.
Os realizadores definem o projeto como sendo de Cidadania Cultural, uma vez que fomenta a participação popular na criação cultural e na elaboração de formas de divulgação e fruição, e de Diversidade Cultural, por permitir um diálogo intenso entre expressões culturais de diversos grupos brasileiros e internacionais, com amplo espaço para o debate e sem hierarquização.

## Histórico
O evento acontece desde 2008. Em cada ano, um país ou região é escolhido como tema. Todas as edições tiveram aprovação da Secretaria de Cultura do Estado de São Paulo por meio do Programa de Ação Cultural – ProAC (ICMS) que permite que patrocinadores possam deduzir o investimento realizado no projeto em até 3% do imposto devido. O projeto também conta com apoio do Ministério da Cultura por meio da participação de Pontos de Cultura do Programa Mais Cultura.

### Quitutes e Batuques – França
De 14 de setembro a 12 de outubro de 2009

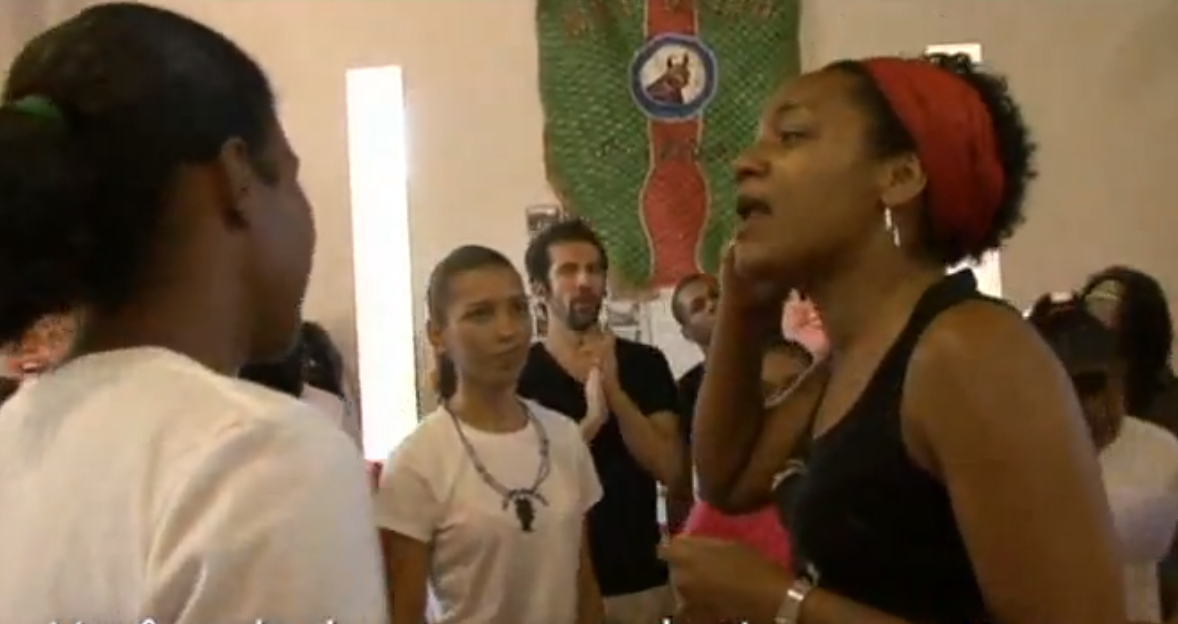
Helene Faussart em oficina de canto para jovens em Olinda - Pernambuco

O projeto piloto foi importante para definir o formato ideal para sua execução no Brasil. Mais logo que os demais  e com mais artistas, o festival passou pelas cidades de Cabreúva, Campinas, São Paulo (em Heliópolis) e Bananal no Estado de São Paulo e Olinda no Estado de Pernambuco. O projeto fez parte das comemorações do Ano do Brasil na França.
O projeto teve oficinas francesas de audiovisual, realizadas pelo videomaker Zangro e ator Hassan Zahi
, de voz, pelas cantoras internacionalmente conhecidas Les Nubians, de dança e música, pelo músico Adama Yalomba, e de culinária Francesa, pelo grupo Table D’Hôte.
Entre as oficinas brasileiras, aconteceram de brinquedos sonoros, feita pelos integrantes do Moleque de Rua, de cultural afro-brasileira, pelo Grupo Bongar e pelo Afoxé Alafin Oyó, e de Hip Hop pelo grupo Avante O Coletivo.

### Quitutes e Batuques – África Ocidental
De 15 a 29 de setembro de 2010
Em homenagem às raízes africanas da Cultura Brasileira, o projeto buscou artistas da região ocidental do continente negro. O projeto trouxe novamente o artista Adama Yalomba, desta vez representando Mali, e também contou com a dançarina e cantora Fanta Konatê,  Guiné-Conakri, do músico Bayfall, Senegal e, entre os brasileiros, o músico e ativista cultural Luis Kinugawa, o arte-educador Pitu Leal, a percussionista Simone Sou e multi-instrumentista Carlinhos Antunes.
Foram realizadas oficinas de música, gastronomia, dança, brinquedos sonoros e biomúsica. O evento retornou para as cidades de Bananal e São Paulo (em Brasilândia) e estreou em Cubatão.

### Quitutes e Batuques – Holanda
De 19 de junho a 02 de julho de 2011
A terceira edição do evento percorreu o interior e litoral de São Paulo, passando pelas cidades de Tremembé, Taubaté, Pindamonhangaba, Cubatão e Santos.
Foram realizadas oficinas de percussão, cordas, sopro, hip hop (dança e canto), teatro do movimento, brinquedos sonoros e gastronomia. Entre os holandeses, estavam a atriz Karina Holla, os músicos de jazz do Fra Fra Sound, e o chef Gerwin de Koning.
Entre os Brasileiros, estavam a ativista cultural Solange Barbosa, o músico fundador do projeto Duda Ferreira, a artista plástica Maria Dalila, a arte-educadora Conceição Molinaro, o Mestre de Congada Paizinho, o artesão Justen, o grupo musical Afronbanda, a cantora Jô Correia, entre outros.

## Próximas Edições
A quarta edição do Quitutes e Batuques prevista para o segundo semestre de 2019. O tema do ano não foi anunciado pela organização do projeto, a PrumoPro Projetos e Produções.